# مارسيلو ألفارو أنطونيو
مارسيلو ألفارو أنطونيو هو سياسي برازيلي، ولد في 16 فبراير 1974 في بيلو هوريزونتي في البرازيل. نشط حزبياً في Social Liberal Party (Brazil) ‏. وقد انتخب federal deputy of Minas Gerais ‏ خلال فترته النيابية ‏ (1 فبراير 2019 – ) وانتخب Minister of Tourism of Brazil ‏ (2019 – ) وانتخب عضو مجلس النواب البرازيلي ‏ خلال فترته النيابية ‏.